# Pristiapogon
Pristiapogon ist eine Gattung der Kardinalbarsche (Apogonidae). Die Fische kommen in den Korallenriffen des tropischen Indopazifik in Tiefen von 1 bis 150 Metern vor. Wie alle Kardinalbarsche ernähren sie sich von Zooplankton und sind Maulbrüter. Die Gattung zählte früher als Untergattung zu Apogon.

## Merkmale
Pristiapogon-Arten sind kleine, mäßig hochrückige Fische und werden 10 bis 15 Zentimeter lang. Die erste Rückenflosse wird von acht Flossenstrahlen gestützt, die zweite Rückenflosse stützen neun Weichstrahlen. Die Afterflosse wird von zwei Hart- und acht Weichstrahlen gestützt. Paarige Uroneuralia fehlen. Die Infraorbitalia (Knochen um die Augen) besitzen einen gesägten oberen Rand. Auch der hintere und untere Rand des Vorkiemendeckels ist gesägt. Die Anzahl der Kiemenreusenstrahlen liegt bei 17 bis 23. Die Gaumenzähne sind in einer Reihe angeordnet oder fehlen. Magen und Darm sind hell (bei Zoramia sind beide Organe schwarz).

## Arten
- Pristiapogon abrogramma (Fraser & Lachner, 1985)
- Pristiapogon exostigma (Jordan & Starks, 1906)
- Pristiapogon fraenatus (Valenciennes, 1832)
- Pristiapogon kallopterus (Bleeker, 1856)
- Pristiapogon taeniopterus (Bennett, 1836)